# Royal Victorian Medal

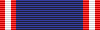
Baton van de Royal Victorian Medal

De Royal Victorian Medal (Nederlands: "Koninklijke Victoriaanse Medaille") is een medaille die aan de Koninklijke Orde van Victoria is verbonden. De medaille wordt uitgereikt voor verdienste. Men draagt de ronde gouden, zilveren of bronzen medaille aan een blauw lint met witte middenstreep en wit-rood-witte bies op de linkerborst.
De medaille wordt uitgereikt aan de medewerkers van de koninklijke huishouding en beveiligers. Ook bij staatsbezoeken wordt de medaille veel verleend aan lakeien en politieagenten. 